# 1956年コルチナ・ダンペッツオオリンピックのフランス選手団
1956年コルチナ・ダンペッツオオリンピックのフランス選手団（1956ねんコルチナ・ダンペッツオオリンピックのフランスせんしゅだん）は、1956年1月26日から2月5日まで、イタリアのコルティーナ・ダンペッツォで開催された1956年コルチナ・ダンペッツオオリンピックのフランス選手団、およびその競技結果。

## 概要
今大会はメダルなしに終わった。フランス選手団が冬季オリンピックでメダルなしに終わったのは史上初。

## メダル
フランス勢のメダル獲得はなかった。